# 笹間川ダム
笹間川ダム（ささまがわダム）は、静岡県島田市川根町笹間渡（ささまど）地先、一級水系 大井川水系笹間川に建設されたダムである。

## 沿革
1906年（明治39年）より始まった大井川の水力発電開発は、戦後大規模なダム式発電所の建設計画により最盛期を迎えた。1956年（昭和31年）に奥泉ダムが、翌1957年（昭和32年）には大井川水系最大の井川ダムが完成。さらにその上流には揚水発電所として畑薙第一ダムと畑薙第二ダムが建設されていた。
一方、下流部では既設の大井川ダムや寸又川ダム（寸又川）の他、さらに発電所を建設し発電能力を増強する計画を立てた。そして島田市身成に建設される川口発電所へ発電用水を供給するためのダムを建設することとなり、大井川本川の塩郷ダムと支流・笹間川の笹間川ダムが建設された。1955年（昭和30年）より着工され1960年（昭和35年）に完成した笹間川ダムは堤高46.4mの重力式コンクリートダムである。
笹間川ダムは川口発電所に発電用水を送水するための調整池の役割を担うが、この発電用水の流れは奥泉ダムより連綿と続いている。すなわち奥泉ダムより取水された大井川の河水は大井川ダム湖畔にある奥泉発電所（認可出力：87,000kW）を経て放流。すぐに大井川ダムで再度取水され寸又川ダムを経て大井川発電所（認可出力：68,200kW）で発電される。その後再々度取水され境川ダム（境川）を経て久野脇発電所（認可出力：32,000kW）で再々度発電される。久野脇発電所で発電された後は一旦大井川に放流されるが、今度は塩郷ダムで貯えられて取水され、笹間川ダムを経て川口発電所に送水される。ここで58,000kWを発電し大井川に放流される。こうした経路で複数の発電所において発電が行われ、4発電所合計で245,000kWの発電能力を有している。
更に下流には特種東海製紙（前・東海パルプ）の所有する赤松発電所（認可出力：6,310kW）がある。これは東海パルプが所有していた地名発電所および笹間渡発電所が塩郷ダムの建設により運転出来なくなることから、中部電力によって建設され、廃止となった地名・笹間渡と交換されたものである。

## 静岡中部の水源
笹間川ダムは発電専用ダムであるが、隠れた役割を担っている。それは大井川流域の農業用水と上水道の供給を図ることである。
1947年（昭和22年）農林省（現・農林水産省）は全国に先駆け大井川において「国営農業水利事業」の施工を開始した。大井川流域に広がる茶畑と水田に農業用水を供給する大井川用水を建設して灌漑を図る計画が図られた。既に大井川では発電ダムが多く建設され、農業用ダムを建設する余地がなかったため発電に使用した後の河水に水源を求めることとなり、川口発電所の放流水に白羽の矢が立った。川口発電所直下流に川口取水口を建設、ここを大井川用水の水源として島田市神座にある神座分水工において大井川右岸・左岸へ用水路を分岐した。
右岸は島田市・焼津市・藤枝市・牧之原市・榛原郡吉田町へ5本の分水路を更に分岐させて用水を供給。左岸は神座より菊川に建設された菊川頭首工を中継し、掛川市・袋井市・菊川市・御前崎市に5本の分水路より用水を供給する。21年の歳月を掛け1968年（昭和43年）に完成した大井川用水は大井川両岸農地7,757haを潤す一大灌漑設備となった。
一方急激に増加する人口に対処するため焼津市・藤枝市・島田市・牧之原市・掛川市・菊川市・御前崎市の7市は「静岡県大井川広域水道企業団」を結成、川口取水口より上水道用の取水を開始し相賀浄水場を経由して日量518,400トンを利用している。さらに2003年（平成15年）に農業用水違法転用問題が発覚したことから工業用水道事業の本格参入が検討され、掛川市・菊川市・御前崎市・牧之原市は「東遠工業用水道事業企業団」を2005年（平成17年）に結成し、2006年（平成18年）末を目処に工業用水を供給する計画がなされている。
灌漑・上水道・工業用水道は長島ダムを主要な水源としているが、発電用の水も利用しているため井川ダムや畑薙第一ダムも間接的ではあるが水源となっている。そして笹間川ダムは川口発電所に直接送水するダムであることから、静岡県中部の重要な水源として利用されている。従ってこれらのダムが水不足によって貯水率が下落すると、給水制限のおそれがある。こうして大井川の水が高度に利用されたわけであるが、その代償として大井川本流の水量が激減。長年にわたって「水返せ運動」が繰り広げられた事は有名である。1997年（平成9年）の河川法改正で河川維持放流の義務化が明記されたことから、笹間川ダムでも維持放流用のバルブが設置された。現在は写真の様に常時放流をおこなっている。

## 観光とアクセス
笹間川ダムによって形成された人造湖は名称が特に無い。だが、島田市の川根地区における観光拠点の一つとなっている。ダム湖には浮島があって複雑な湖岸線が独特の風景を醸し出す。春の新緑やツツジ、秋の紅葉も美しく、湖岸にはハイキングコースが整備されていることからハイキングに訪れる家族連れなどが多い。付近には道の駅川根温泉があり、日帰り入浴で多くの客が訪れ駐車場が休日には満車になることもある。
アクセスとしては国道1号島田金谷バイパスを向谷インターチェンジで降り、静岡県道64号島田川根線・静岡県道63号藤枝天竜線を寸又峡温泉・川根本町方面に道なりに北上、初瀬トンネルを越えてすぐ右折すると到着する。国道473号を川根方面に北上、川根地区中心部より駿遠橋を渡り静岡県道63号へ入るルートもある。公共交通機関では大井川鐵道本線・川根温泉笹間渡駅が最寄駅となる。